# 桑原実
桑原 実（くわはら みのる、1912年（明治45年）3月10日 - 1979年2月11日）は新潟県刈羽郡出身の画家。
二科会会員、東京芸術大学教授。ユネスコ・ジュニア文化センター理事長、日本造型教育連盟委員長、教育美術振興会理事。

## 来歴
1929年新潟県立旧制長岡中学校（現新潟県立長岡高等学校）卒業、翌1930年東京美術学校（現東京芸術大学）図画師範科入学。1933年3月卒業。同年、東京市下小岩尋常小学校（現江戸川区立下小岩小学校）教諭。
1935年第22回二科展に「父と子」が入選となり、以後、二科展に毎回出品。
1939年豊島区池袋第五小学校（現豊島区立池袋小学校）教諭。1946年東京第二師範学校教諭。1951年東京学芸大学附属豊島小学校教諭を経て、1954年東京大学教育学部附属中学校高等学校（現在の東京大学教育学部附属中等教育学校）に勤務し、美術科の授業を担当する。
1967年東京芸術大学助教授となり、同大音楽学部附属音楽高等学校教諭も兼務。1970年東京芸術大学教授。

## 受賞　二科展出品年譜
出典：『日本美術年鑑』昭和55年版(264-265頁)　登録日：2014年04月14日　更新日：2021年12月10日 (更新履歴)
- 1935年　22回展　「父と子」
- 1936年　23回展　「起重機」
- 1937年　24回展　「窓」
- 1938年　25回展　「カルスト」
- 1939年　26回展　「彫刻家」
- 1940年　27回展　「自転車」
- 1941年　28回展　「勢揃へ少年群」
- 1942年　29回展　「黙想する少年達」
- 1946年　31回展　「散髪」「食べる人達」「路傍の兒」「建物」
- 1947年　32回展　「夏の子供」「人々」「真昼」
- 1948年　33回展　「アパート裏」
- 1949年　34回展　「ロータリー」「カルスト」
- 1950年　35回展　「街」
- 1951年　36回展　「夜」「プール」「一偶」
- 1952年　37回展　「夜のプール」「お化け煙草」「原っぱを通る若い夫婦」「屋上で褌を干す子供」
- 1953年　38回展　「踏切番」「水の上の群像」
- 1954年　39回展　「双生児の学園」「スポーツの後」「街頭の人」
- 1955年　40回展　「双生児連弾」「甲冑」「昼の花火」
- 1956年　41回展　「エキスパンダー」「背負う人」
- 1957年　42回展　「鴉」「塑像する小女と」
- 1958年　43回展　「テトラポット」「鳩と老人」「働く人」
- 1959年　44回展　「シャワー」「漁港の群像」「テトラポット」
- 1960年　45回展　「岩と青年」「犬と青年」
- 1961年　46回展　「野焼」「火山灰地」
- 1962年　47回展　「高原」「青年集う」
- 1963年　48回展　「プールサイド」「運ぶ人」
- 1964年　49回展　「ピカドール」「アクロポリスの石工」
- 1965年　50回展　「尼のいる構図」「ハタハタ水あげ」
- 1966年　51回展　「ピカドール行進」
- 1967年　52回展　「HATAHATA」「JOREN」
- 1968年　53回展　「石を刻む」「セベリアの道路工夫」
- 1969年　54回展　「断絶の子ら」「漁獲」
- 1970年　55回展　「コルドバの老人」「断絶の母子」
- 1971年　56回展　「ドウォモ広場の風船売」
- 1972年　57回展　「生えの祷り」
- 1973年　58回展　「International　Airport　Waiting　room」
- 1974年　59回展　「モスクの人々」
- 1975年　60回展　「メデイナの外壁(モロッコ)」「メデイナの入口(モロッコ)」
- 1976年　61回展　「メデイナの父子(モロッコ)」「ルクソールの休日(エジプト)」
- 1977年　62回展　「ジェルバ島の渡し(チュニジア)」「遊牧の人々(チュニジア)」
- 1978年　63回展　「オアシスの洗濯(チュニジア)」「ラクダの馭者(チュニジア)」
- 1979年　64回展　「ラクダの馭者(チュニジア)」